# Dag van het Kasteel
De Dag van het Kasteel is een jaarlijks terugkerend evenement in Nederland, dat vanaf 2008 gehouden wordt op Tweede Pinksterdag. In 2025 tijdens het pinksterweekend (6 t/m 9 jun 2025).

## Beschrijving
Het evenement werd tot 2020 georganiseerd door de Nederlandse Kastelenstichting. Sinds 2021 is Stichting Dag van het Kasteel een op zichzelf staande stichting die het evenement zelf organiseert. Het doel van de Dag van het Kasteel is tonen dat behoud van dit culturele erfgoed van belang is voor iedereen. Het is de enige erfgoedmanifestatie die zich volledig richt op kastelen en buitenplaatsen.
Veel kastelen en buitenplaatsen zijn deze dag geopend. Bij de meeste deelnemende kastelen en buitenplaatsen gelden de reguliere entreeprijzen op deze dag. Op meer dan 120 locaties in Nederland openen kastelen, buitenplaatsen, kasteeltuinen en ruïnes hun poorten voor het grote publiek. Bezoekers kunnen deelnemen aan activiteiten. Sinds 2016 doen ook kastelen en buitenplaatsen uit België en Duitsland mee. Zowel particulier bewoonde als (semi-)bedrijfsmatige kastelen en buitenplaatsen nemen deel aan de Dag van het Kasteel.

## Geschiedenis
De Dag van het Kasteel is voortgekomen uit het Jaar van het Kasteel 2008. De activiteiten op kastelen en buitenplaatsen worden sinds 2009 georganiseerd rond een overkoepelend thema.

### Thema's
- 2025 - Naar Buiten!
- 2024 - Aan Tafel!
- 2023 - Upstairs/Downstairs
- 2022 - Een Ramp Is van Alle Tijden
- 2021 - Wat? Water!
- 2020 - Bezet & Bevrijd
- 2019 - Over de Grens
- 2018 - Verborgen Verhalen Verteld
- 2017 - Rondom Kasteel en Buitenplaats
- 2016 - Proef het Verleden
- 2015 - Kastelen & Buitenplaatsen
- 2014 - Leven op Stand
- 2013 - Oranje Boven, Twee Eeuwen Koninkrijk
- 2012 - Van Kasteel tot Buitenplaats
- 2011 - Kasteel en Verbeelding
- 2010 - Het Kasteel in de Groene Context
- 2009 - Het Historisch Interieur